# Rhodometra sevastopuloi
Rhodometra sevastopuloi är en fjärilsart som beskrevs av Robert H. Carcasson 1964. Rhodometra sevastopuloi ingår i släktet Rhodometra och familjen mätare. Inga underarter finns listade.